# Gymnura altavela
Gymnura altavela is een vissensoort uit de familie van de vlinderroggen (Gymnuridae). De wetenschappelijke naam werd gepubliceerd in 1758 door Carl Linnaeus in de tiende editie van Systema naturae.